# Angelus Clarenus

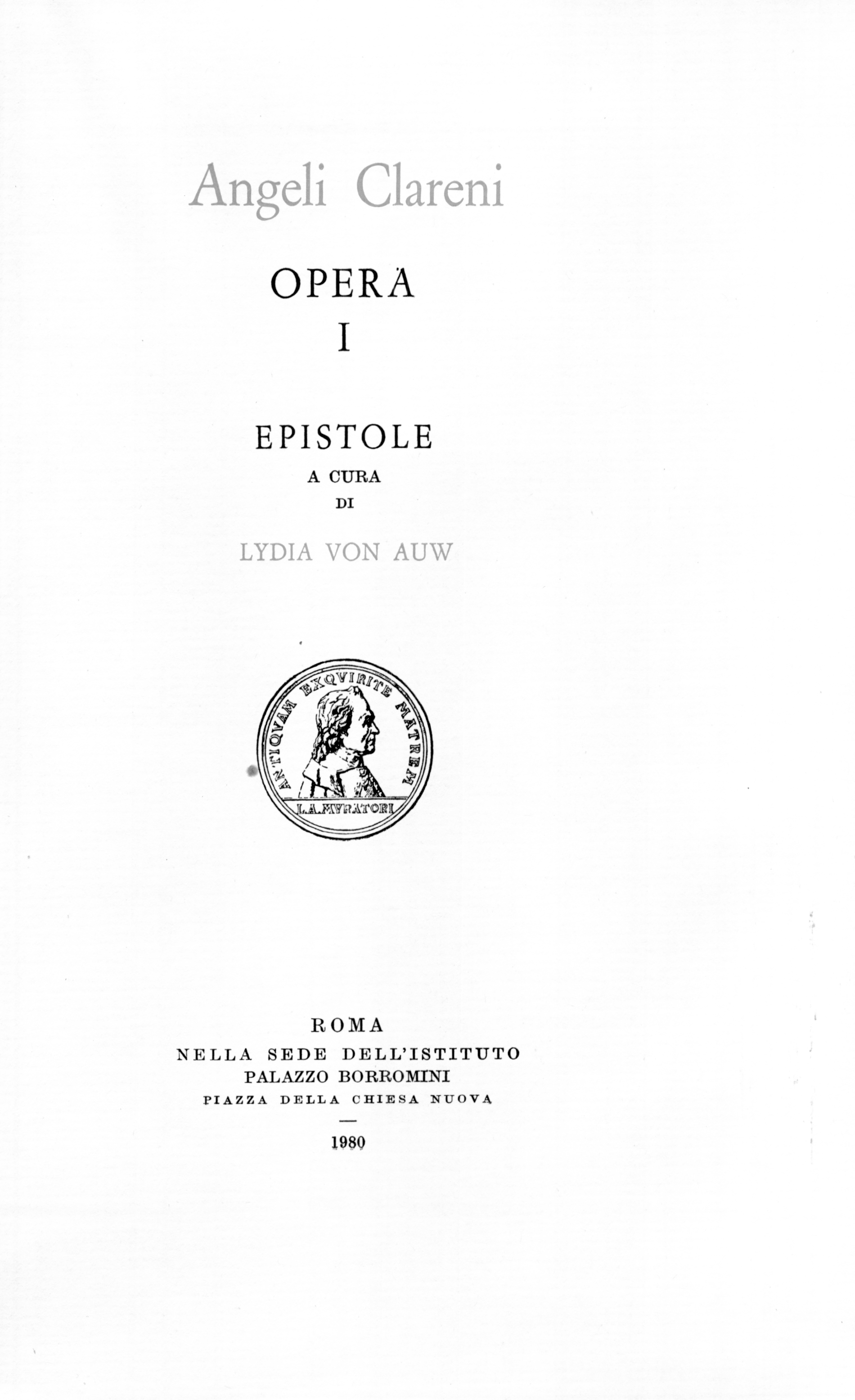
Epistole

Angelus Clarenus OFM, właśc. Pietro da Cingoli (ur. ok. 1255 w Cingoli, zm. 15 czerwca 1337 w Marsicovetere) − włoski franciszkanin (celestynianin), protagonista ruchu spirytuałów, pisarz.

## Życiorys
Do franciszkanów wstąpił w 1274 w Cingoli lub we Fossombrone w Marchii Ankońskiej. Szybko zaczął sprzyjać ideom mistyka cysterskiego Joachima z Fiore. Nurt w łonie zakonu franciszkańskiego, odwołujący się do idei Joachima z Fiore, uznawany był za heretycki przez władze kościelne. Z powodu swoich przekonań i rygoryzmu w interpretacji reguły franciszkańskiej został w 1280 wraz z innymi spirytuałami skazany na karę więzienia do końca życia. Uwolniony za generalatu Rajmunda de Gaufredi w 1289, został wysłany na misje do Armenii. Po wyborze Celestyna V na papieża powrócił do Włoch w 1294. Był członkiem zatwierdzonej przez Celestyna w 1294 kongregacji ubogich eremitów, nazywanych też celestynami. Po wyborze na papieża Bonifacego VIII kongregacja została rozwiązana, a byli celestyni schronili się w Grecji. Po śmierci Bonifacego Angelus powrócił do Włoch i stanął na czele spirytuałów w Marchii i Umbrii. Naśladowcy Angelusa Clarenusa zaczęli być nazywani klarenianami (wł. clareni).
W 1311 Angelus został wezwany do Awinionu. Wytoczono mu proces za Klemensa V. W 1317 został ekskomunikowany przez wrogo nastawionego do spirytuałów papieża Jana XXII. Za Angelusem wstawił się kard. Giacomo Colonna. Po jego śmierci w 1318 schronił się w Subiaco, gdzie założył oddzielony od zakonu franciszkańskiego zakon fraticelli. W ucieczce przed inkwizycją dotarł w 1334 do Marsicovetere w Basylikacie. Zmarł w klasztorze Santa Maria dell’Aspro 15 czerwca 1337. Przez spirytuałów czczony był jako błogosławiony.

## Dzieła
- Chronicon seu Historia septem tribulationum Ordinis Minorum
- Expositio super regulam fratrum minorum
- Apologia ad Alvarum Pelagium